# Brandkronad mes
Brandkronad mes (Cephalopyrus flammiceps) är en bergslevande asiatisk fågel i familjen mesar inom ordningen tättingar. Länge placerades den i familjen pungmesar, men DNA-studier visar att den hör hemma bland mesarna.

## Kännetecken

### Utseende
Brandkronad mes är en mycket liten (8,5-9,5 cm), gulgrön sångarlik mes med liten, något nedböjd näbb och kort stjärt. Hane i häckningsdräkt har gulgrön ovansida, gulaktig undersida och en diagnostisk orangeröd fläck på pannan. Honan liknar hanen, men pannfläcken gulgrön och bröst samt strupe mattare olivgul. Sången är en varierande serie med en till sju högfrekventa toner som upprepas långa stunder.

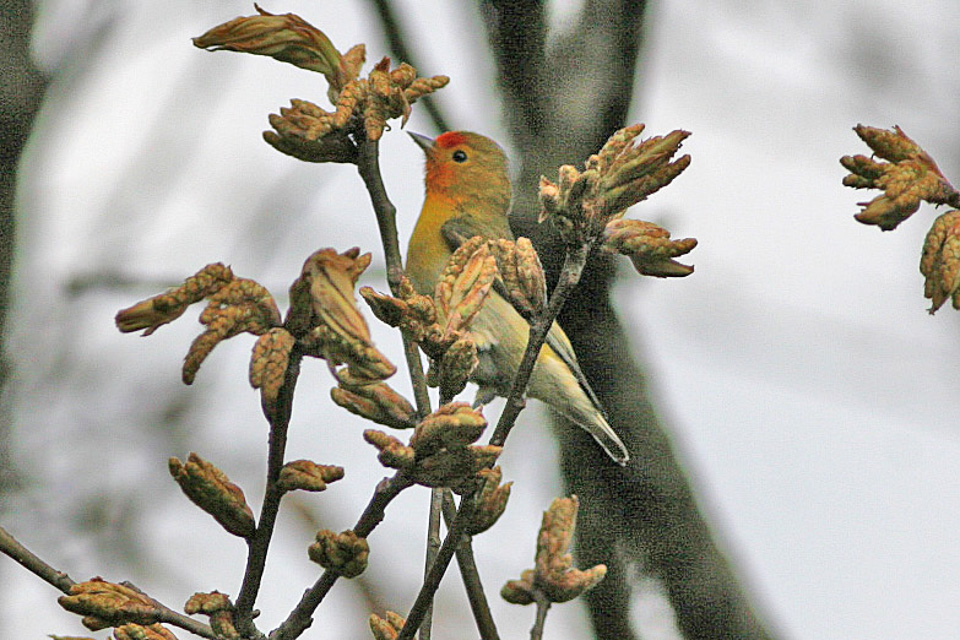
Brandkronad mes i Bhutan.

### Läten
Bland lätena hörs abrupta "tsit" och ett msujkare "whitoo-whitoo", medan sången består av en serie högfrekventa toner.

## Utbredning och systematik
Brandkronad mes placeras som enda art i släktet Cephalopyrus. Den delas in i två underarter med följande utbredning:
- Cephalopyrus flammiceps flammiceps – förekommer i västra Himalaya, från Pakistan till Garhwal och västra Nepal
- Cephalopyrus flammiceps olivaceus – förekommer i östra Himalaya, från östra Nepal till sydöstra Tibet och centrala Kina

Arten placerades länge i familjen pungmesar, men DNA-studier visar att den tillhör de äkta mesarna, dock systerart till alla andra arter i familjen.

## Levnadssätt
Brandkronad mes häckar i bergsskogar, i Himalaya på mellan 1800 och 3000 meters höjd. Den livnär sig av små ryggradslösa djur, huvudsakligen insekter, men även visst vegetabiliskt material. Fågeln häckar mellan april och juni. Arten är kort- och höjdledsflyttare.

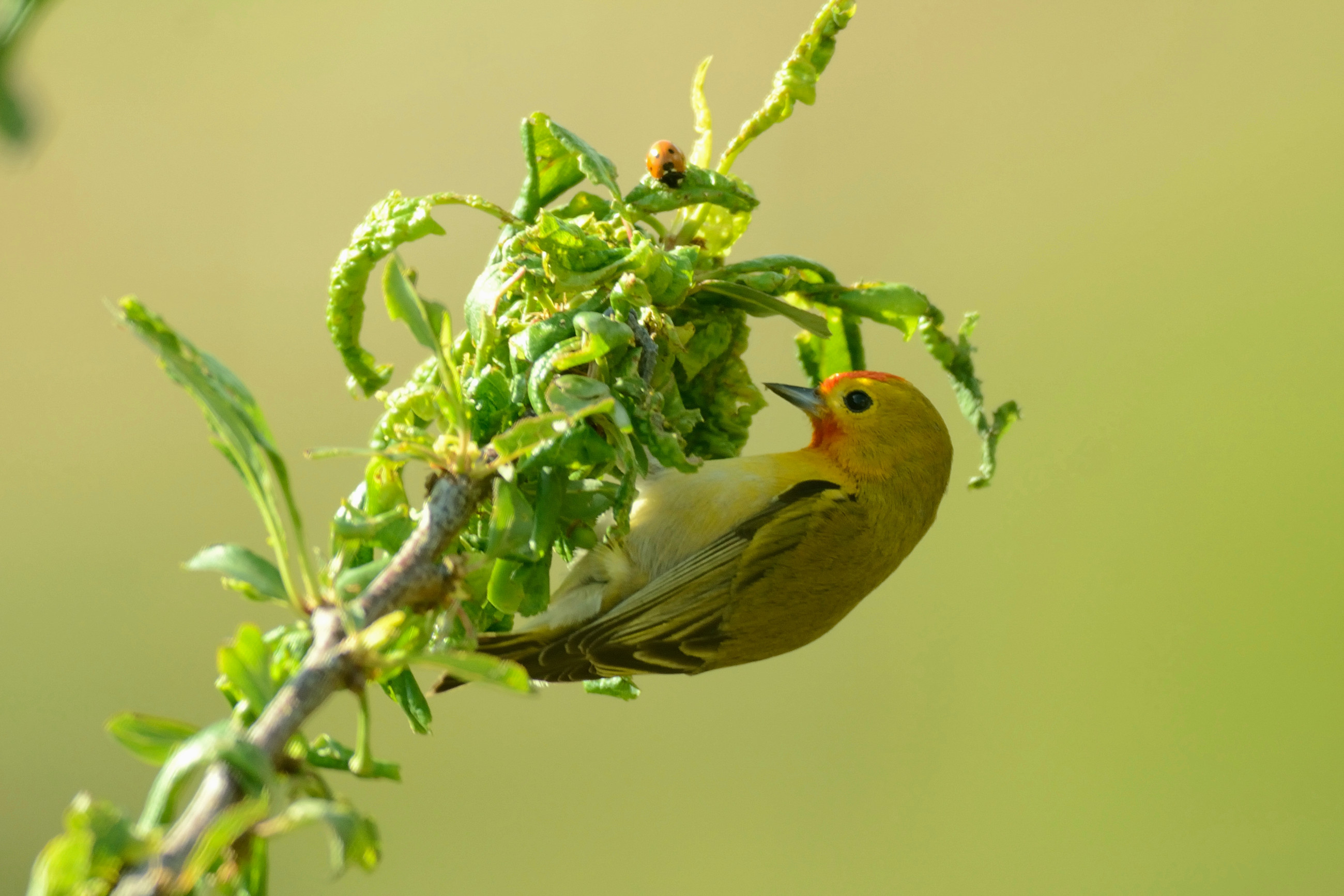

## Status och hot
Arten har ett stort utbredningsområde, men tros minska i antal, dock inte tillräckligt kraftigt för att den ska betraktas som hotad. Internationella naturvårdsunionen IUCN listar arten som livskraftig (LC).  Världspopulationen har inte uppskattats men den beskrivs som ganska fåtalig och ovanlig.